# Vasco da Gama (vascello)
Il Vasco da Gama era un vascello da 80 cannoni della Reale Marina, costruito in Portogallo negli quaranta del XIX secolo. Secondo vascello a portare il nome dell’esploratore Vasco de Gama, fu l’ultima nave di linea a prestare servizio nella marina portoghese venendo radiata definitivamente nel 1873.

## Storia
La sua costruzione fu ordinata il 24 giugno 1824, e il vascello fu impostato presso l’Arsenale della Marina di Lisbona con il nome di Ciudad de Lisboa, sotto la direzione degli ingegneri navali Manuel Clemente de Barros e Joaquim Jesuino da Costa. Rinominato Vasco da Gama mentre era ancora sullo scalo, fu varato nel corso del 1841. Per il suo completamento vennero utilizzate parte dell’alberatura, del cordame e dell’attrezzatura velica del vecchio vascello Dom João VI allora in disarmo. Entrato ufficialmente in servizio nel settembre 1841, il Vasco da Gama servì come nave deposito dal 22 dicembre 1845 al 5 ottobre 1846. Nell’aprile del 1847 partecipò al blocco di Setúbal, servendo nuovamente come nave deposito fino al 1847. Nel marzo di quell'anno la nave salpò per recarsi in visita ufficiale in Brasile, a protezione dei cittadini portoghesi ivi residenti.
Il vascello fu disalberato da una tempesta il 6 marzo 1850, durante un nuovo viaggio in Brasile, mentre entrava nel porto di Rio de Janeiro. Al salvataggio del vascello contribuì il futuro ammiraglio brasiliano Joaquim Marques Lisboa Marchese di Tamandaré, allora comandante della pirofregata Don Alfonso, che prese a rimorchio il vascello trainandolo al sicuro nella rada.
Nel 1855 fu sostituito l’armamento, che venne ridotto a 64 pezzi, e composto da 60 cannoni Paixhans da 32 pdr e 4 da 68 pdr.
Nell’ottobre 1858 prese parte ad una spedizione che trasportò truppe da Luanda, Angola, al fine di contrastare la rivolta degli indigeni scoppiata ai confini con il Congo. Trasformato in nave scuola per l’artiglieria ("Escola Prática de Artilharia Naval") il 3 agosto 1863, rimase in servizio attivo fino al 10 settembre 1865, quando andò in disarmo. Trasformato in nave prigione nel 1868, per ospitare gli ammutinati della spedizione contro Bonga, fu radiato definitivamente dal servizio nel 1873, e venduto alla "Compahnia Previdente" il 18 agosto dello stesso anno. Il 26 aprile 1876 fu definitivamente disarmato e trasferito a Boa Vista per essere demolito.
Un modello del vascello è conservato ed esposto presso il Museo Navale di Lisbona.